# Guillaume II (roi des Pays-Bas)
Pour les articles homonymes, voir Guillaume II et Guillaume des Pays-Bas.
Guillaume II (en néerlandais : Willem Frederik George Lodewijk van Oranje-Nassau), né le 6 décembre 1792 à La Haye et mort le 17 mars 1849 à Tilbourg, est le deuxième roi des Pays-Bas, duc de Limbourg et grand-duc de Luxembourg de 1840 à 1849.

## Famille
Fils aîné du roi Guillaume Ier et de Wilhelmine de Prusse, il épouse en 1816 la grande-duchesse Anna Pavlovna de Russie (1795 – 1865), fille du tsar Paul Ier de Russie.
De cette union naissent :
- Guillaume III (1817 – 1890), qui épouse en 1839 Sophie de Wurtemberg (1818 – 1877), puis en 1879 Emma de Waldeck-Pyrmont (1858 – 1934) ;
- Alexandre des Pays-Bas (1818 – 1848) ;
- Henri d'Orange-Nassau (1820 – 1879), qui épouse en 1853 Amélie de Saxe-Weimar-Eisenach (1830 – 1872), puis en 1878 Marie de Prusse (1855 – 1888) ;
- Ernest Casimir des Pays-Bas (nl) (21 mai – 22 octobre 1822) ;
- Sophie des Pays-Bas (1824 – 1897), qui épouse en 1842 son cousin Charles-Alexandre, grand-duc de Saxe-Weimar-Eisenach (1818 – 1901).

Guillaume II des Pays-Bas appartient à la sixième branche, Nassau-Dietz, issue de la seconde branche, Nassau-Dillenbourg, de la maison de Nassau. Cette lignée de Nassau-Dietz, aujourd'hui Orange-Nassau, appartient à la tige ottonienne qui donna des stathouders à la Hollande, la Frise, la Zélande, la Gueldre, un roi à l'Angleterre et l'Écosse en la personne de Guillaume III d'Orange-Nassau, des rois et des reines aux Pays-Bas. Il est l'ancêtre du roi Willem-Alexander.

## Biographie

### Le stathouder exilé

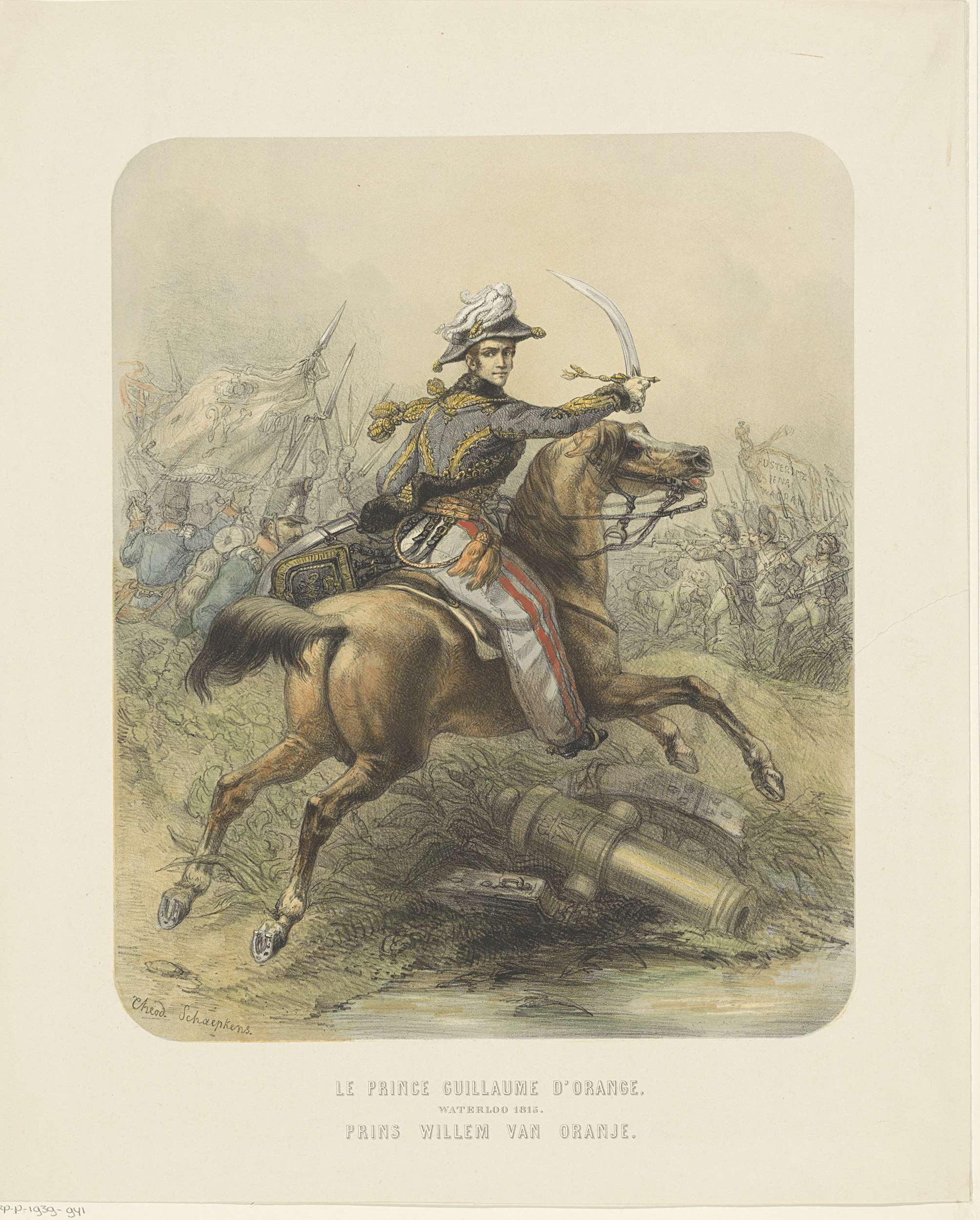
Le prince Guillaume lors de la bataille de Waterloo, le 18 juin 1815.

Petit-fils du stathouder Guillaume V d'Orange-Nassau, le jeune prince est né alors que grondent les armées de la Révolution française. Sa mère et sa grand-mère sont des princesses prussiennes et, confronté à l'avancée des armées françaises et l'avènement de la République batave, il suit sa famille en exil à Berlin alors qu'il n'est qu'un très jeune enfant.
La défaite de la Prusse face à l'Empire napoléonien en 1806 amène le jeune prince à intégrer l'armée britannique. Il participe à la guerre d'Espagne comme aide de camp de Wellington.
En 1813, il rejoint son père qui est proclamé prince, puis roi en 1815, du royaume uni des Pays-Bas (1815-1830), un nouvel État créé par le Congrès de Vienne de 1815 et recouvrant les anciennes Provinces-Unies, les anciens Pays-Bas autrichiens et l'ancienne principauté de Liège. Guillaume Ier devient également chef d'État du Luxembourg, élevé au rang de grand-duché.
En 1815, seulement âgé de 22 ans, il prend le commandement d'une armée néerlandaise pour combattre Napoléon Ier pendant les Cent-Jours. Il prend part aux côtés des coalisés aux batailles de Quatre-Bras et de Waterloo, où il est blessé. En 1826, sur le site de la bataille, les Néerlandais érigent la butte du Lion à l'endroit même où a été blessé le prince héritier.
Soucieux de ne pas être inféodé à l'Angleterre ou à la Prusse voisines et le nouveau Royaume uni des Pays-Bas cherchant un protecteur puissant, le prince est marié en 1816 à la grande-duchesse Anna Pavlovna de Russie, sœur du tsar Alexandre Ier. Si l'union est brillante pour l'héritier néerlandais, pour la grande-duchesse orthodoxe qui a déjà 21 ans et se trouve immergée dans une austère cour calviniste, c'est un pis-aller. Cependant le couple se respecte.

### Bisexualité
Les relations sexuelles que Guillaume, prince héritier puis roi, entretenait avec des hommes, furent décrites, entre autres, par Eillert Meeter (1818-1862). Le roi se serait entouré de serviteurs qu'il ne pouvait licencier en raison, selon Meeter, des « motivations horribles » qui l’avait amené à les embaucher. Les historiens ont dénoncé Meeter comme menteur pendant plus d'un siècle, mais en 2004, des documents des Archives de la Maison royale ont révélé qu'il avait dit la vérité.
À Tilbourg aussi, on savait que Guillaume menait une vie sexuelle libertine. Contrairement à de nombreuses autres villes de garnison, la prostitution n'y était pas réglementée et les danses auxquelles Guillaume assistait dans des clubs privés étaient tolérées comme un « mal acceptable ». Guillaume eut de nombreux « enfants illégitimes ». Les relations extraconjugales n'étaient pas intrinsèquement problématiques au sein de l'élite néerlandaise – l'abstinence était considérée comme mauvaise pour la santé – mais elles devaient être pratiquées discrètement et rester hétérosexuelles. Dans les deux cas, c’était un problème pour Guillaume.
Ses relations sexuelles avec des hommes, en particulier, le rendaient vulnérable au chantage. En 1819, Guillaume fit appel à la police pour arrêter deux maîtres chanteurs. L’idée d’un procès fut abandonné, car il aurait généré une publicité indésirable. Les maîtres chanteurs furent envoyés respectivement au Surinam et aux Indes orientales néerlandaises, où ils reçurent des allocations mensuelles (pour acheter leur silence). En 1845, un autre  maître chanteur fut banni aux États-Unis. La menace de divulgation publique de ses relations sexuelles avec des hommes joua également un rôle dans l'approbation par Guillaume de la révision constitutionnelle de 1848. Dès 1833, Thorbecke était au courant des préférences de Guillaume envers la « sodomie », comme on disait à l’époque.

### Révolution belge

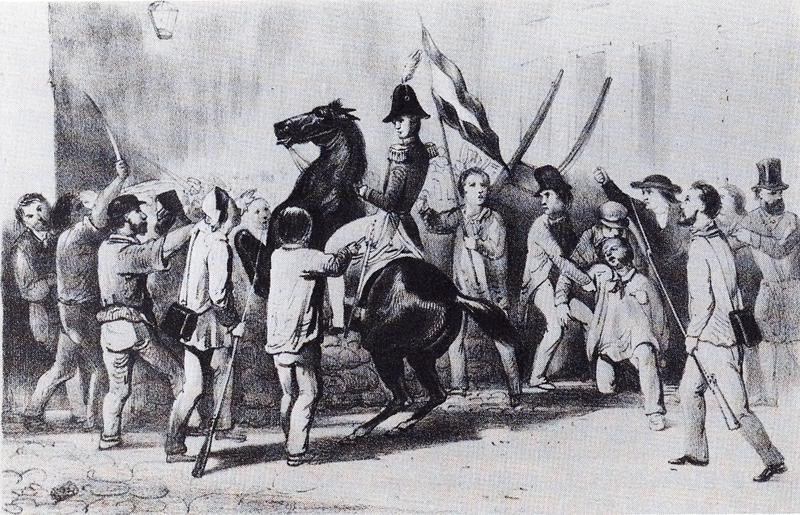
Le prince Guillaume, pris à partie par la foule lors de son entrée dans Bruxelles, le 1 septembre 1830, pour tenter de mater l'insurrection de 1830 dans les Pays-Bas méridionaux, premier épisode de la révolution belge.

Le prince séjourne fréquemment dans les provinces belges du royaume où il jouit d'une certaine popularité. Un palais néoclassique lui est spécialement construit en bordure du parc de Bruxelles, où il s'installe avec sa famille en octobre 1828. L'édifice est aujourd'hui le palais des Académies.
Moins de deux ans plus tard, il est contraint de quitter la ville précipitamment alors qu'éclate la Révolution belge de 1830. Son père, le roi Guillaume Ier, l'envoie mater l'insurrection de 1830 dans les Pays-Bas méridionaux avec son frère le prince Frédéric et un contingent des forces armées du Royaume uni des Pays-Bas. Mais le prince Guillaume est pris à partie par la foule et par la garde bourgeoise de Bruxelles. L'armée est une première fois vaincue et chassée de Bruxelles lors des Journées de Septembre.
Durant les deux premiers mois des événements, le mouvement orangiste ainsi qu'une partie de la presse et des dirigeants de la révolution envisagent de lui confier la couronne de Belgique, alors que le nouveau pays se cherche un chef d'état. Pour ces derniers, il importe de préserver l'indépendance tout en ménageant la neutralité des pays voisins. Le choix, pour régime politique, d'une monarchie constitutionnelle est alors le seul possible. Le choix du prince Guillaume, qui est considéré comme un homme conciliant, offre l'avantage de pouvoir réunir sur son nom l'assentiment des puissances étrangères, y compris celui des Pays-Bas.

Le prince séjourne à Anvers du 5 au 26 octobre 1830, dans l'intention d'entrer en contact avec les autorités révolutionnaires lors de la guerre belgo-néerlandaise. Dès son arrivée, il fait la proclamation suivante : 

« Nous Guillaume, prince d’Orange, etc.
Aux habitants des provinces méridionales du royaume.
Chargé temporairement par le roi, notre auguste père, du gouvernement des provinces méridionales, nous revenons au milieu de vous, avec l’espoir d’y concourir au rétablissement de l’ordre, au bonheur de la patrie. Notre cœur saigne des maux que vous avez soufferts. Pussions-nous, secondé des efforts de tous les bons citoyens, prévenir les calamités qui pourront vous menacer encore. En vous quittant, nous avons porté aux pieds du trône les vœux émis par beaucoup d’entre vous pour une séparation entre les deux parties du royaume, qui néanmoins resteraient soumises au même sceptre. Ce vœu a été accueilli. Mais avant que le mode et les conditions de cette grande mesure puissent être déterminés dans les formes constitutionnels, accompagnées d’inévitables lenteurs, déjà S. M. accorde provisoirement une administration distincte dont je suis le chef, et qui est toute composée de Belges. Les affaires s’y traiteront avec les administrations et les particuliers dans la langue qu’ils choisiront. Toutes les places dépendantes de ce gouvernement seront données aux habitants des provinces qui les composent. La plus grande liberté sera laissée relativement à l’instruction de la jeunesse. D’autres améliorations encore répondront aux vœux de la nation et aux besoins du temps. Compatriotes, nous ne vous demandons pour réaliser ces espérances que d’unir vos efforts aux nôtres, et dès lors nous garantissons l’oubli de toutes les fautes politiques qui auront précédé la présente proclamation. Pour mieux atteindre ce but que nous nous proposons, nous invoquerons toutes les lumières, nous nous entourerons de plusieurs habitants notables et distingués par leur patriotisme. Que tous ceux qu’anime le même sentiment s’approchent de nous avec confiance. Belges ! c’est par de tels moyens que nous espérons sauver avec vous cette belle contrée qui nous est si chère.
Signé, GUILLAUME, prince d’Orange.
Anvers, 5 octobre 1830. »

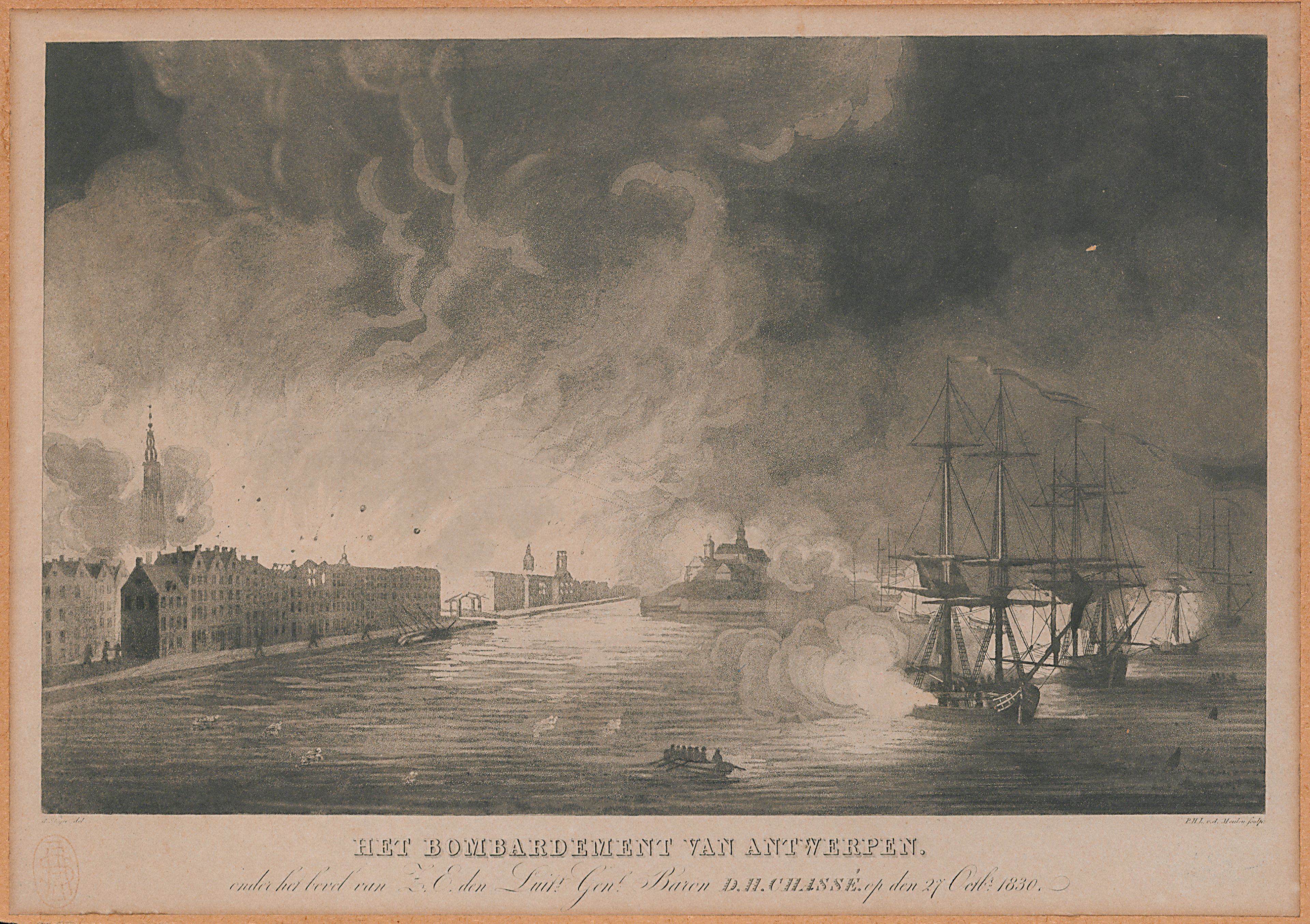
Le bombardement d'Anvers le 27 octobre 1830 conduit le Congrès national belge à voter l'exclusion à perpétuité des membres de la maison d'Orange-Nassau du trône de Belgique par le décret constitutionnel du 24 novembre 1830.

Le conflit grandissant rend toute négociation difficile et Guillaume quitte la ville alors que les révolutionnaires belges en sont proches. Le 16 octobre, il prend la résolution de briser tout lien avec le gouvernement de son père, de dissoudre la commission royale administrative, de reconnaître l'indépendance de la Belgique et de se placer à la tête du mouvement : 

« Belges !
Depuis que je me suis adressé à vous par ma proclamation du 5 du présent mois, j’ai étudié avec soin votre position ; je la comprends et vous reconnais comme nation indépendante ; c’est vous dire que dans les provinces même où j’exerce un grand pourvoir, je ne m’opposerai en rien à vos droits de citoyens ; choisissez librement, et par le même mode que vos compatriotes des autres provinces, des députés pour le congrès national qui se prépare, et allez y débattre les intérêts de la patrie.
Je me mets ainsi, dans les provinces que je gouverne, à la tête du mouvement qui vous mène vers un état de choses nouveau et stable dont la nationalisé fera la force.
Voilà le langage de celui qui versa son sang pour l’indépendance de votre sol et qui veut s’associer à vos efforts pour établir votre nationalité politique.
Signé, GUILLAUME, prince d’Orange.
Anvers, 16 octobre 1830. »

Le 27 octobre 1830, les troupes néerlandaises sous le commandement du prince Bernard de Saxe-Weimar-Eisenach et du général David Chassé, bombardent Anvers, faisant 85 morts ainsi que des dégâts considérables, et provoquant l'indignation de la population des provinces belges. En conséquence de quoi, le Congrès national belge vote l'exclusion à perpétuité de la maison d'Orange-Nassau du trône de Belgique lors du décret constitutionnel du 24 novembre 1830 :

« Le nom du Prince d'Orange est à jamais enseveli sous les ruines encore fumantes de la ville d'Anvers. »

### Le trône manqué de Belgique

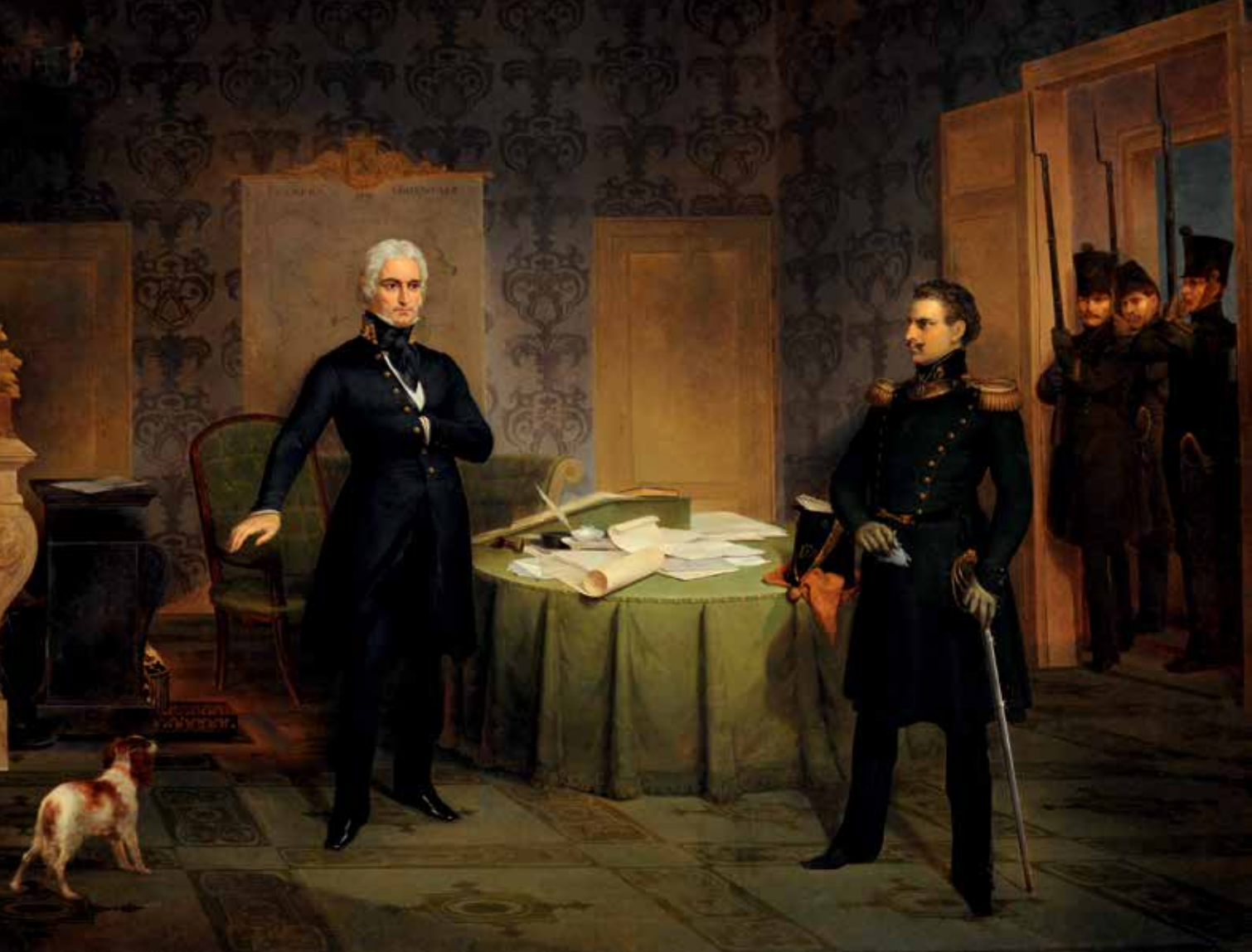
Le prince Guillaume soutiendra le mouvement orangiste belge, notamment dans ses tentatives de coup d'état afin de la placer sur le trône de Belgique, comme ici le coup d'état orangiste de 1831 à Gand, le 2 février 1831.

Le 11 janvier 1831, il publie la proclamation suivante, affichant clairement son ambition de monter sur le trône de Belgique :

« Aux belges, 
Les derniers événements de la Belgique ont attiré sur moi, sur ma famille, et sur la nation, des malheurs que je ne cesserai de déplorer. Cependant, au milieu de ces calamités, je n'ai jamais renoncé au consolant espoir qu'un temps viendrait où la pureté de mes intentions serait reconnue, et où je pourrais personnellement coopérer à l'heureuse entreprise de calmer les divisions, et de faire renaître la paix et la prospérité d'un pays auquel m'unissent les liens à jamais sacrés du devoir et de la plus tendre affection.
Le choix d'un souverain pour la Belgique, depuis sa séparation d'avec la Hollande, a été accompagné de difficultés qu'il est inutile de décrire. Puis-je croire sans présomption que ma personne présente aujourd'hui la meilleure et la plus satisfaisante solution de ces difficultés ?
Nul doute qu'après avoir uni leurs efforts avec tant de désintéressement pour terminer les malheurs qui pèsent sur nous, les cinq puissances, dont la confiance est si nécessaire à acquérir, ne voient dans un tel arrangement le plus sûr, le plus prompt, le plus facile moyen de raffermir la tranquillité intérieure, et d'assurer la paix générale de l'Europe. Nul doute que les communications récentes et détaillées, venues des villes principales et de plusieurs provinces de la Belgique, n'offrent la preuve frappante de la confiance que m'accorde encore une grande partie de la nation, et ne m'autorisent à nourrir l'espoir que ce sentiment pourra devenir unanime, quand mes vues et mes intentions seront suffisamment comprises.
C'est dans ce but que je désire entrer dans une explication de ces intentions et de ces vues.
(...) »

Les orangistes s’organisent alors et le prince Guillaume lui-même finance leur mouvement et plusieurs tentatives de coup d'état. La première est le coup d'état orangiste de 1831 à Gand qui échoue le 2 février 1831, à la veille de l'élection par le Congrès National d'un premier roi des Belges en la personne de Louis d'Orléans, le fils du roi des Français, Louis-Philippe Ier. Toutefois, le 18 février, sous la pression des puissances européennes réunies lors de la conférence de Londres, Louis-Philippe refuse l'offre belge et la montée sur le trône de son fils. C'est finalement Érasme-Louis Surlet de Chokier qui sera nommé « Régent du royaume de Belgique » en attendant que le premier roi des Belges, Léopold Ier ne prête serment le 21 juillet 1831. Ce dernier étant apprécié par les britanniques puisque veuf de la princesse Charlotte du Royaume-Uni, fille du prince de Galles.
Le traité de Londres ou traité des XXIV articles trace définitivement en 1839 les frontières du royaume de Belgique opérant la scission du Grand-duché de Luxembourg ainsi que la scission du Limbourg. Ce traité, défavorable pour la Belgique, rend aux Pays-Bas et à la maison d'Orange-Nassau, une partie du Limbourg avec la forteresse de Maastricht ainsi que la moitié orientale du Grand-duché de Luxembourg, de langues germaniques, avec la capitale Luxembourg-Ville et permet de conserver le titre grand-ducal pour le souverain néerlandais après l'annexion du Grand-duché de Luxembourg par la Belgique au lendemain de la révolution, le 16 octobre 1830. Guillaume II deviendra d'ailleurs le second Grand-duc de Luxembourg, où il sera bien plus apprécié que son père.

### Un roi modéré

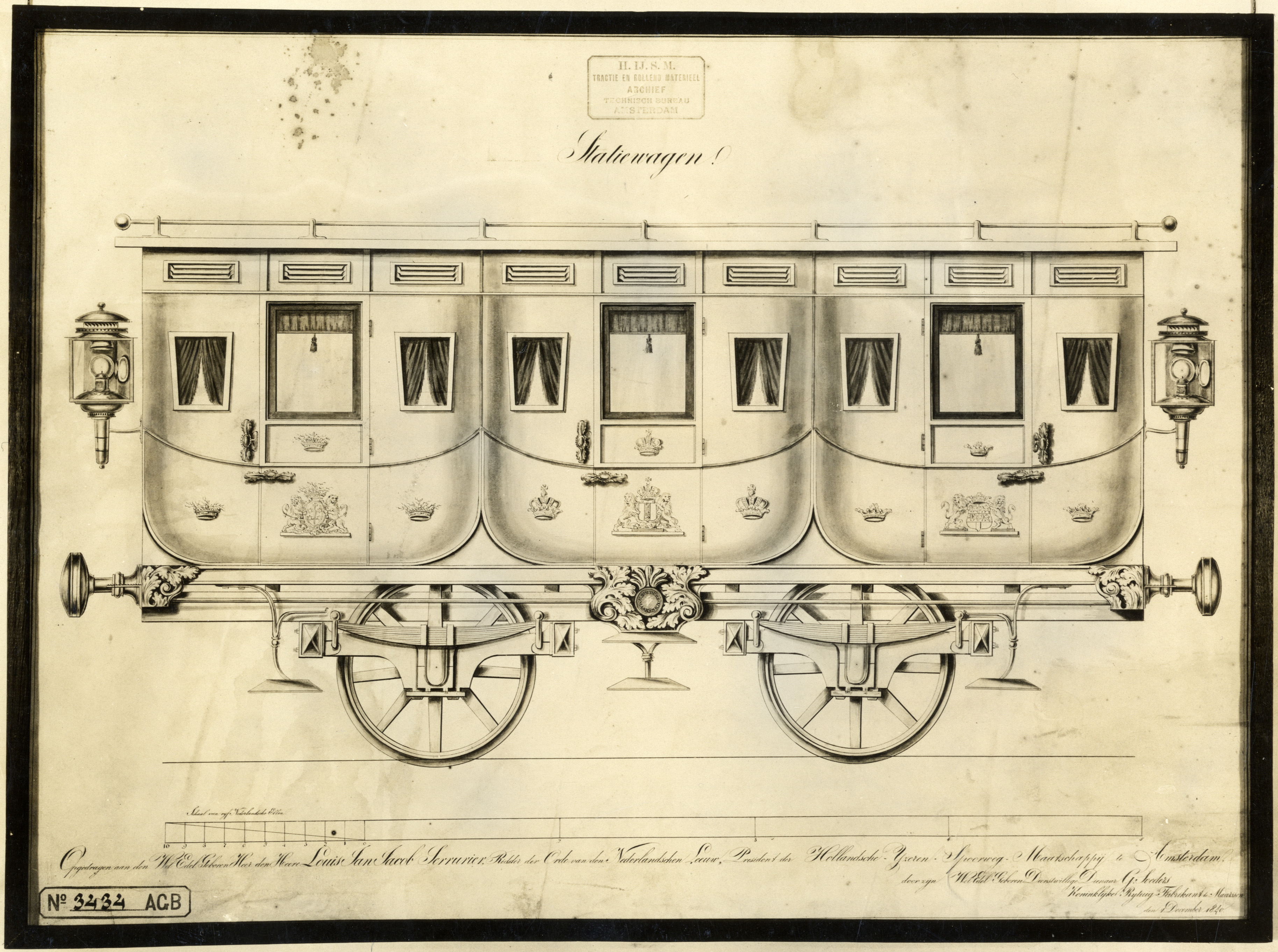
Wagon ferroviaire royal de, vers 1840.

Il accède au trône des Pays-Bas en octobre 1840 après l'abdication de son père. Bien qu'il soit personnellement conservateur, il fait preuve de modération et accorde une nouvelle Constitution plus libérale en 1848, rédigée en grande partie par Johan Thorbecke, après avoir pris peur des révolutions qui éclatent partout en Europe. Cette Constitution est toujours en vigueur aujourd'hui, avec quelques modifications.

### Décès
Il meurt en 1849 après seulement neuf années de règne. Son fils aîné lui succède sous le nom de Guillaume III.

## Hommages
- Un hymne à quatre voix avec accompagnement de grand orchestre, De Profundis, sera composé en sa mémoire par Godefroid Camauër.
- La Place Guillaume II de Luxembourg-ville porte son nom.

## Sources
- Jean-Charles Volkmann, Généalogie des rois et des princes, Paris, Éditions Jean-Paul Gisserot, 1998
- Charles White, Histoire de la révolution belge de 1830, Bruxelles, Louis Hauman et Cie, 1836 (lire en ligne).